# Chaméane

Chaméane este o comună în departamentul Puy-de-Dôme, Franța. În 1 ianuarie 2018 avea o populație de 162 de locuitori.